# Memories Within Miss Aggie
Memories Within Miss Aggie ist ein US-amerikanischer Klassiker des Pornofilms von Gerard Damiano aus dem Jahr 1974. Bekannt wurde der Film vor allem auf Grund seiner morbiden Atmosphäre, die für Pornofilme ungewöhnlich ist.

## Handlung
Miss Aggie traumwandelt durch ihr Haus. Die Zuschauer werden Zeuge ihrer Träume, die in den unterschiedlichsten Lebensphasen von Miss Aggie angesiedelt sind und die sich auf ihre erotischen Erlebnisse und Wünsche fokussieren. Als ein unbekannter Mann Miss Aggie besuchen kommt, verschmelzen Realität und Traum für sie zunehmend und in ihrer Trance tötet sie den Besucher. Am Ende stellt sich heraus, dass Miss Aggie mit der Leiche des Mannes schon seit Jahren zusammenlebt und dass es sich bei dem Besuch des Mannes um eine Rückblende gehandelt hat.

## Kritiken
„ Bemerkenswert ist es immer wieder, wenn ein Pornofilm nicht nur durch Sex, sondern auch durch Spannung, überzeugende Darsteller/Innen und vor allem durch Atmosphäre glänzt. MEMORIES WITHIN MISS AGGIE ist hierfür ein Paradebeispiel! Der Film entführt uns glaubhaft in eine dunkle Traumwelt und schafft damit in 73 Minuten das, woran sich „seriöse“ Filme oft vergeblich die Zähne ausbeißen.“ (O. Bohn in seiner Kritik auf pornoklassiker.de)